# Jean-Claude Lemoult
Jean-Claude Lemoult (ur. 28 sierpnia 1960 w Neufchâteau) – francuski piłkarz występujący na pozycji pomocnika. 

## Kariera klubowa
Lemoult karierę rozpoczynał w sezonie 1977/1978 w zespole Paris Saint-Germain, grającym w Division 1. W lidze tej zadebiutował 15 lutego 1978 w wygranym 3:2 meczu z OGC Nice. 20 marca 1978 w wygranym 3:1 pojedynku z FC Sochaux-Montbéliard strzelił pierwszego gola w Division 1. W sezonach 1981/1982 oraz 1982/1983 wraz z zespołem zdobył Puchar Francji, a w sezonie 1985/1986 - mistrzostwo Francji.
W 1986 roku Lemoult przeszedł do Montpellier HSC z Division 2. W sezonie 1986/1987 wywalczył z nim awans do Division 1, a w sezonie 1989/1990 zdobył Puchar Francji. Graczem Montpellier był przez pięć sezonów. W 1991 roku odszedł do także pierwszoligowego Nîmes Olympique, gdzie w 1993 roku zakończył karierę.
W Division 1 rozegrał 387 spotkań i zdobył 11 bramek.

## Kariera reprezentacyjna
W reprezentacji Francji Lemoult zadebiutował 31 maja 1983 w zremisowanym 1:1 towarzyskim meczu z Belgią. W drużynie narodowej rozegrał dwa spotkania, oba w 1983 roku.
W 1984 roku był członkiem reprezentacji, która zdobyła złoty medal na Letnich Igrzyskach Olimpijskich.